# Jurij Koch
Jurij Koch (Horka (Alta Lusacia), 15 de septiembre de 1936) es un escritor alemán en lengua sóraba.
Hijo de una familia de canteros, fue a la escuela en Crostwitz, Checoslovaquia y Bautzen y Cottbus en Alemania. Más tarde estudió periodismo y teatro en Leipzig en Alemania.
Tras terminar sus estudios fue redactor y periodista en la radio. Desde 1976 trabaja por libre.

## Premios
- Staatspreis Jakub Bart-Cischinski (Premio Nacional Jakub Bart-Cischinski), 1979
- Carl-Blechen-Preis (Premio Carl Blechen) de la ciudad de Cottbus, 1983
- Literaturpreis Umwelt des Landes NRW (Premio literario Medio Ambiente de Nordrein-Westfahlen), 1992

- Datos: Q77384
- Multimedia: Jurij Koch / Q77384